# Kronologija Domovinskog rata: prosinac 1992.

### 1. prosinca
- Uvjeren sam da će Srbija napokon biti prisiljena prihvatiti da nije mogla stvoriti 'veliku Srbiju' od dijelova Hrvatske i da neće moći priključiti BiH Srbiji i njihovoj trećoj Jugoslaviji, izjavio na konferenciji za tisak u Zagrebu dr. Franjo Tuđman.[1]
- Komisija UN za ljudska prava prihvatila u Ženevi Rezoluciju o stanju ljudskih prava na području bivše Jugoslavije, što je značajan korak u smjeru kvalificiranja zločina učinjenih u BiH i Hrvatskoj kao genocida.[1]

### 2. prosinca
- Srpske vlasti protjerale još 522 Hrvata i Muslimana iz Bosanske Posavine.[1]
- U četničkom granatiranju Tuzle 9 poginulih i 26 ranjenih.[1]
- Rezolucijom Komisije UN za ljudska prava, koja je usvojena u Ženevi, Srbija (Jugoslavija) odgovorna za kršenje ljudskih prava, etnička čišćenja u BiH i Hrvatskoj, rušenja naselja, ubijanje civila.[1]
- Austrijska policija priopćuje da su Miloševićevi i Karadžićevi sljedbenici stvorili u pokrajini Salzburg središnjicu srpske mafije.[1]

### 3. prosinca
- Hrvatske snage spriječile upad dviju četničkih diverzantskih grupa na hrvatski slobodni teritorij nedaleko Skradina.[1]
- U baranjsko selo Popovac doselilo 150 srpskih obitelji, koje su odmah dobile kuće, stoku, zemlju i repromaterijal - imovinu otetu od Hrvata.[1]
- Liječnici duboko impresionirani teškim fizičkim i psihičkim zlostavljanjima ljudi u srbijanskim logorima, istaknuto na simpoziju u Zagrebu o zdravstvenim problemima žrtava zlostavljanja u konclogorima.[1]
- Parlamentarna skupština Zapadnoeuropske unije (WEU) zatražila od članica tog obrambenog saveza da razmotre planove za moguću vojnu intervenciju u BiH.[1]
- Njemački šef diplomacije Klaus Kinkel poslao pisma predsjedavajućem EZ i opunomoćeniku UN za ljudska prava, Douglasu Hurdu i Tadeuszu Mazowieckom, u kojima ih podsjeća na masovna silovanja muslimanskih i hrvatskih žena u BiH, te zahtijeva da zločinci krivično odgovaraju.[1]
- UN razmatraju Nacrt rezolucije o ljudskim pravima na području bivše Jugoslavije, koji bi bio do sada najžešća osuda Srbije.[1]
- Srpske jedinice u Bosni imaju oko 90.000 ljudi, koje podupire 20.000 pripadnika neregularnih snaga, te nekoliko tisuća vikend ratnika koji dolaze na povremene pljačkaške pohode u Bosnu, procjenjuje londonski Times.[1]

### 4. prosinca
- Hrvatska policija vratila s prijelaza u Turnju francuske unproforce koji su bez deklaracije vozili u Kladušu 45 tona brašna.[1]
- Bivši američki predsjednik Ronald Reagan pozvao NATO na intervenciju u BiH, u govoru koji je održao na Sveučilištu u Oxfordu.[1]
- Ekumensko vijeće crkava osudilo u Ženevi kolektivno silovanje žena u logorima koji su namjerno s takvim ciljem otvoreni u BiH.[1]
- Na sastanku radne grupe za humanitarna pitanja Međunarodne konferencije o bivšoj Jugoslaviji u Ženevi, hrvatski predsjednik dr. Mate Granić iznio probleme izbjegličke krize u Hrvatskoj, te upozorio na neefikasnost UNPROFOR-a u razoružavanju tzv. srpske specijalne policije i odbijanje kninskih vlasti da prihvate Vanceov plan.[1]

### 5. prosinca
- Seksualno zlostavljanje žena najveći je zločin ovoga rata, rekao kardinal dr. Franjo Kuharić na konferenciji za novinare u Zagrebu.[1]
- Dvjestotinjak dana četničkih krvavih orgija u Bosanskoj Posavini odnijelo u smrt 150 civila uz 700 ranjenih, odgovor je iz Slavonskog Broda potpredsjedniku Sabora Milanu Đukiću, zabrinutom za sudbinu Srba na ovom području.[1]
- Trideset tisuća prognanika osječke općine uputilo pismo B. Ghaliju i S. Nambiaru u kojem upozoravaju da su već drugu godinu prognanici iz svojih domova.[1]
- Slovenski predsjednik Milan Kučan izjavio Reuteru da treba ukinuti međunarodni embargo na uvoz oružja u BiH.[1]

### 6. prosinca
- Turski predsjednik Turgut Ozal poziva predsjednika SAD Georgea Busha da povede vojnu operaciju u BiH.[1]

### 7. prosinca
- Hrvatsko novinarsko društvo primljeno u IFJ (Međunarodna novinarska federacija), koja učlanjuje 300.000 novinara iz 69 zemalja.[1]
- Spašene zemljišne knjige, zbirke isprava i ostali akti okupiranog Vukovara.[1]
- Pripadnici HVO i Armije BiH u protuofenzivi kod Teslićalikvidirali 50 četnika.[1]
- Ruski plaćenici obučavaju srpske vojnike za rat u BiH, i inozemne su mjerodavne procjene.[1]

### 8. prosinca
- Hrvatska delegacija vratila se s Istanbulske i Islamske konferencije u Jeddahu gdje su konačno uklonjeni protuhrvatski učinci beogradske diplomacije.[1]
- U srbočetničkoj agresiji odneseno dosad samo iz hrvatskih muzeja više od 135.000 izložaka.[1]

### 9. prosinca
- Povjereništva obrovačke i benkovačke općine poslala molbu hrvatskim vlastima da se zbog četničkog terora preostalo hrvatsko stanovništvo hitno evakuira u Zadar.[1]
- Francuska dobrotvorna organizacija Liječnici bez granica otkrila 10 novih konclogora u BiH i Srbiji.[1]

### 10. prosinca
- Hrvatski predsjednik dr. Franjo Tuđman pomilovao 94 osobe pravomoćno osuđene zbog pripremanja oružane pobune protiv Republike Hrvatske.[1]
- Iz benkovačke općine protjerano još 29 Hrvata.[1]
- Vijeće sigurnosti UN objavilo priopćenje o srpskoj ofenzivi u BiH.[1]

### 11. prosinca
- Iako Mirovne snage UN nisu u Hrvatskoj izvršile svoju zadaću, mi im zahvaljujemo jer su donijele prestanak rata, izjavio dr. Franjo Tuđman stranim novinarima u Zagrebu.[2]
- Predsjednik Republike Hrvatske dr. Franjo Tuđman u pismu predsjedniku Vijeća sigurnosti UN iznio 12 preduvjeta za trajan mir.[2]
- Franjevački provincijali Hrvatske i BiH uputili pismo svjetskoj javnosti da se spase životi ljudi u BiH.[2]
- Neki naši političari govore da su Hrvati i Slovenci nervirali Beograd i tako skrivili rat, to su razmišljanja Chamberlaina i Bonneta iz 1938. godine, kaže francuski filozof Alain Finkielkraut.[2]

### 12. prosinca
- Na Godišnjoj skupštini Hrvatskog filozofskog društva u Zagrebu prihvaćena javna izjava o političkim zloupotrebama ovog društva za bivšeg režima.[2]
- Uskoro bi mogao početi organizirani povratak raseljenih osoba u sektoru Zapad pod kontrolom UNPROFOR-a, koji bi započeo u Pakracu, potvrdio Michael Platzer, pomoćnik ureda UN u Beču.[2]
- NATO će učiniti u BiH sve što od njega zatraži Svjetska organizacija, ali na svoju ruku neće djelovati, izjavio glavni tajnik NATO-a Manfred Woerner.[2]
- Europska dvanaestorica priznala u Edinburghu kako većina londonskih odluka nije provedena u djelo i ponavljaju da neće prihvatiti osvajanja teritorija u BiH silom.[2]
- Vrhunski vojni stručnjaci NATO na seminaru u Ateni iskazali uvjerenost da bi cjelokupno srbijansko teško topništvo, zahvaljujući najsuvremenijim tehničkim pomagalima, moglo biti uništeno za jednu noć.[2]

### 13. prosinca
- Uz agresiju i sve njene posljedice, prava je opasnost za Hrvatsku u nezrelosti pojedinaca koji, rukovođeni isključivo vlastitom ambicijom, tužakaju Hrvatsku i ne vode računa za opću hrvatsku stvar,piše u uvodniku zagrebački dnevnik Večernji list.[2]
- Hrvatsku je bilo moguće razoriti, ali je nije bilo moguće pokoriti, izjavio poznati jugodisident Milovan Đilas novinaru Večernjeg lista u Beogradu.[2]
- Junački otpor branitelja u trokutu Orašje-Gradačac-Brčko izuzetno je velik doprinos budućem oslobađanju cijele Bosne, smatraju vojni stručnjaci u Zagrebu.[2]
- Srpska politika u BiH je zločinačka i tu ne treba očekivati pomak, no iznenađuje upornost muslimanskog vrha za unitarnom državom, izjavio novinarima u Mostaru Božo Rajić, glasnogovornik Ureda obrane HZ Herceg-Bosne.[2]
- SAD će pokušati uvjeriti saveznike da upotrijebe silu protiv srpskog zrakoplovstva koje krši zabranu nadlijetanja BiH, izjavio američki državni tajnik L. Eagleburger.[2]

### 14. prosinca
- Događaji u Armiji BiH pokazuju ispravnost upozorenja HVO da se jugovojska sprema za ubijanje svih nesrba.[2]
- Srpska agresija prijeti Europi, istaknuto na otvaranju sastanka ministara vanjskih poslova KESS-a u Stockholmu.[2]

### 15. prosinca
- Izvršni odbor direktora Međunarodnog monetarnog fonda u Washingtonu praktički odobrio učlanjenje Hrvatske u tu instituciju.[2]
- Predstavnici Zajednice Srba u Hrvatskoj, na primanju kod predsjednika Tuđmana, istakli da ekstremni Srbi oružjem sprečavaju da područja pod zaštitom UNPROFOR-a prihvate ustavno-pravni poredak Hrvatske.[2]
- Četnički udari na položaje hrvatskih branitelja na drniškom bojištu postaju svakodnevni, a kenijski bataljun UNPROFOR-a samo bilježi napade.[2]
- Prema posljednjim izvješćima policije, socijalnih službi i zdravstva BiH, dosad u toj državi poginulo, ubijeno i nestalo oko 130.000 osoba.[2]
- Prema podacima Visokog komesarijata UN za izbjeglice, najviše je izbjeglica u BiH: 810.000, a čak 1,620.000 treba humanitarnu pomoć. Slijedi Hrvatska sa 705.000, Srbija sa 433.000, Crna Gora 62.000, Slovenija 51.000 i Makedonija sa 19.000.[2]
- UN zatražili da NATO isplanira vojnu akciju za rješenje rata u bivšoj Jugoslaviji.[2]

### 16. prosinca
- Više od 25.000 prognanika iz BiH prešlo za tri mjeseca na kontrolnom punktu UNPROFOR-a kod Novske u Hrvatsku.[2]
- Američki državni tajnik Lawrence Eagleburger izjavio da će Milošević, Karadžić i Mladić morati objasniti ponašaju li se njihove vojske u skladu s međunarodnim pravom i zatražio osnivanje suda za ratne zločine.[2]

### 17. prosinca
- Predsjednik Tuđman primio u Zagrebu lorda Owena i Cyrusa Vancea, te Aliju Izetbegovića. Dogovoreno da se sudionici razgovora 28. i 29. prosinca sastanu s Boutrosom Ghalijem u Ženevi.[2]
- Ministri KESS-a jasno u Stockholmu definirali agresiju na BiH i Hrvatsku kao agresiju Srbije i njezine vojske.[2]
- Analize pokazuju da JNA nije bila spremna na rat protiv Slovenije, u Hrvatskoj su pripreme bile uspješnije i na kraju u ratu protiv BiH pokazala je svu svoju izrođenost, izjavio predsjednik Slovenije Milan Kučan u intervjuu za Večernji list.[2]
- Banda četnika Bore Živanovića najavljuje protjerivanje 24 hrvatske obitelji iz Kneževih Vinograda, a do Nove godine potpuno etničko čišćenje Baranje.[2]
- Europski parlament u Strasbourgu zatražio da se sistematska silovanja u BiH tretiraju kao ratni zločini i da se počiniocima sudi.[2]
- SAD su ponovno spremne preispitati u Vijeću sigurnosti UN embargo na isporuku oružja BiH, izjavio u Ženevi američki državni tajnik Eagleburger.[2]
- Ministar inozemnih poslova Republike Hrvatske dr. Mate Granić založio se u Generalnoj skupštini UN za proširenje mandata UNPROFOR-a, uključujući i upotrebu sile na području bivše Jugoslavije.[2]

### 18. prosinca
- U Karlovac stiglo 11 autobusa s 450 izbjeglica iz logora Manjača kod Banje Luke.[2]
- Hrvati u Vojvodini zahtijevaju ustanovljenje Hrvatskog nacionalnog vijeća za ostvarivanje njihovih prava, izjavio dr. Bela Tonković, predsjednik Demokratskog saveza Hrvata Vojvodine.[2]
- Opća skupština UN u posljednji tren odgodila glasovanja o Rezoluciji o stanju u BiH, radi usklađivanja stajališta članica EZ.[2]

### 19. prosinca
- U našičkoj općini 64 stanovnika srpske nacionalnosti dobilo je oprost i vratilo se kućama.[2]
- Prema istraživanjima centra za ispitivanje ratnih zločina u Zenici i 350.000 svjedočenja, u BiH je silovano 30.000 žena, rečeno na koordinacijskom sastanku 50 humanitarnih organizacija u zagrebačkoj džamiji.[2]
- Srbija čini organizirani zločin, služeći se staljinističko-hitlerovskim metodama, prenose talijanske agencije ocjenu predsjednika Italije Oscara Luigija Scalfara.[2]
- Opća skupština UN naredila Vijeću sigurnosti oštrom Rezolucijom najodlučnije mjere protiv srpske agresije.[2]

### 20. prosinca
- U Dubrovniku agresijom oštećeno 22 posto svih zgrada, a u cijeloj općini 30 posto, rezultat je istraživanja Nacionalnog odbora za zaštitu Dubrovnika i međunarodnih eksperata, na čelu s poznatim stručnjakom Vijeća Europe Colinom Kaiserom.[2]
- Hrvatska zajednica Herceg-Bosna jest i bit će izraz volje hrvatskog naroda u smislu ostvarenja svojih prava u BiH i prava na BiH, stoji u priopćenju predsjednika HZ Herceg-Bosne Mate Bobana.[2]

### 21. prosinca
- Novoimenovani veleposlanik Republike Hrvatske u BiH dr. Zdravko Sančević predao u Sarajevu vjerodajnice predsjedniku Predsjedništva BiH Aliji Izetbegoviću.[3]
- Obustavljen postupak protiv 150 Srba, 40 Hrvata i desetak osoba drugih nacionalnosti, priopćeno u zagrebačkom Vojnom sudu, primjenom Zakona o oprostu.[3]
- Predsjednik dr. Tuđman pomilovao 94 osobe, i to građana srpske nacionalnosti, pravomoćno osuđenih zbog oružane pobune protiv Hrvatske i pripadnika Hrvatske vojske, osuđenih za krivična djela.[3]
- Bivši zatočenici logora Manjača smješteni u Karlovcu (oko 2.500) pripremaju štrajk glađu u znak solidarnosti s još 529 zatočenika koji su iz Manjače 13. prosinca odvedeni u nepoznatom pravcu.[3]
- Ured predsjednika Hrvatske zajednice Herceg-Bosna priopćuje da ne stoji tvrdnja Alije Izetbegovića da Mate Boban odustaje od koncepta HZ HB.[3]
- Socijalistička partija Srbije i Milošević pobijedili na izborima u Srbiji u 156 općina s 2,345.460 glasova, a slijedi Milan Panić s 1,463.398 glasova, a na izbore izišlo više od 60 posto birača.[3]

### 22. prosinca
- Dio od oko 500 logoraša, koji su 13. prosinca odvedeni iz konclogora Manjača, pronađen potkraj prošlog tjedna u logoru Batković kod Bijeljine, priopćio zagrebački odjel Međunarodnog Crvenog križa.[3]
- Njemački ministar vanjskih poslova Klaus Kinkel, na berlinskoj radiopostaji Rias, založio se za potpunu međunarodnu izolaciju Srbije.[3]
- Okružno javno tužiteljstvo u Splitu podiglo optužnicu protiv 29 časnika tzv. JNA, zbog kaznenog djela protiv čovječnosti i međunarodnog prava, te protiv civilnog stanovništva.[3]

### 23. prosinca
- Stalna misija Kenije pri UN priopćila Stalnoj misiji Republike Hrvatske pri UN da Kenija smatra Hrvatsku samostalnom i suverenom državom od dana primanja u UN.[3]

### 24. prosinca
- Ambasadori Hrvatske i Gvatemale pri UN, dr. Mario Nobilo i Julio Armando Herrera, potpisali zajedničku izjavu o uspostavljanje diplomatskih odnosa.[3]
- Beogradska je hegemonistička politika uporno nastojala pridobiti područja koja su do 1918. bila izvan Srbije, zatrti sve posebnosti i od jugoslavenske države stvoriti veliku Srbiju, izjavio akademik Ljubo Boban na simpoziju u Hrvatskoj akademiji znanosti i umjetnosti u Zagrebu.[3]

### 25. prosinca
- Zenički Centar za istraživanje ratnih zločina i genocida nad Muslimanima prikupio 350.000 jediničnih informacija o zločinima srpskih agresora, evidentirao 17.000 nestalih i ubijenih, te prikupio podatke i fotografije 500 ratnih zločinaca, među kojima 32 žene, čija je specijalnost bila kastriranje neprijatelja.[3]

### 26. prosinca
- Predsjednik dr. Franjo Tuđman primio u Predsjedničkim dvorima u Zagrebu ministra vanjskih poslova BiH Harisa Silajdžića sa suradnicima, radi dogovora o predstojećim sastancima u Ženevi i problemima izbjeglica.[3]
- Na području pod kontrolom UNPROFOR-a u Istočnom sektoru ubijeno više od 600 Hrvata, a više tisuća protjerano. Molimo vas da utječete da bi se Vanceov plan pomaknuo s mrtve točke, zatražio pri susretu u Osijeku predsjednik Izvršnog vijeća toga grada Branimir Glavaš od ruskog ambasadora Leonida Kerestedijanca.[3]

### 27. prosinca
- U Ženevi, uz sudjelovanje mirovnih pregovarača Vancea i Owena, pregovarali predsjednici Hrvatske i BiH, dr. Tuđman i Izetbegović.[3]
- U Zagrebu otvoreni tajni dosjei Anketne komisije za utvrđivanje ratnih zločina okupatora i pomagača u Hrvatskoj bivše Jugoslavije, iz kojih je evidentan progon hrvatskih intelektualaca koji su djelovali u razdoblju Nezavisne Države Hrvatske od 1941-1945. godine.[3]
- Vijeće sigurnosti UN odugovlači s Rezolucijom o korištenju sile u zaštiti zračnog prostora BiH, javljaju novinski izvjestioci iz New Yorka.[3]
- Ubojstva i protjerivanja nesrpskog stanovništva u Baranji nakon dolaska UNPROFORa čak se pojačavaju. Od 14. travnja četnici ubili više od 90, a protjerali 2.100 osoba, rekao u Osijeku ruskom ambasadoru u Hrvatskoj Leonidu Kerestedijancu povjerenik hrvatske Vlade za Baranju Marko Kvesić.[3]
- - Tri dana 386 izbjeglica iz BiH, kojima je osiguran smještaj u Poljskoj, Švedskoj i Finskoj, smrzava se u posebnoj kompoziciji na kolodvoru u Čakovcu jer nemaju odobrenje za prolaz kroz susjednu Mađarsku.[3]

### 28. prosinca
- Boutros Ghali i oba supredsjedatelja, Vance i Owen, dijele mišljenje da Hrvatska daje puni prilog mirnom rješenju krize, no smatraju da je glavni problem rat u BiH, istaknuo dr. Franjo Tuđman novinarima u Ženevi.[3]
- Nismo si mogli priuštiti laži, jer bi one bile pogubne za vjerodostojnost naših vijesti, a u Zagrebu je bilo svakodnevno 40-50 stranih TV ekipa, izjavio za Večernji list direktor Hrvatske radiotelevizije Antun Vrdoljak.[3]
- Izaslanstvo Francuskog episkopata, na čelu s predsjednikom Biskupske konferencije Francuske, Josephom Duvalom, posjetilo Pakrac i Lipik i razgledalo ruševine tamošnjih župnih crkava, koje su četnici razorili.[3]
- Predsjednik tzv. SR Jugoslavije Dobrica Ćosić ocijenio, nakon razgovora s Boutrosom Ghalijem u Ženevi, da su opasnosti vojne intervencije u BiH vrlo ozbiljne, a do normalizacije odnosa s Hrvatskom neće doći dok se ne ostvari Vanceov plan i ne riješi pitanje Srba u Hrvatskoj, prenosi njegove riječi Radio Beograd.[3]
- U Bosni se mirovni pregovori iscrpljuju, postoje informacije o koncentracijskim logorima, divljačkim kršenjima ljudskih prava, svi međunarodni promatrači govore o srpskoj agresiji i zakonito je razoružati agresora, rekao vatikanski premijer Angelo Sodano dnevniku La Stampa.[3]
- Međunarodna će zajednica svim trima stranama u BiH predložiti nacrt budućeg ustavnog i teritorijalnog rješenja BiH, izjavio dr. Tuđman u Zagrebu po povratku iz Ženeve.[3]

### 29. prosinca
- Francuska je vlada bila vrlo spora u razumijevanju stanja u Hrvatskoj, rekao monsignor Joseph Cuval, predsjednik Biskupske konferencije Francuske, nakon posjeta Lipiku, Pakracu i Đakovu.[3]
- Protiv Beograda, Miloševića i Karadžića može igrati samo jedna karta - stvarni ultimatum ili sila, komentiraju hrvatska glasila skromne rezultate ženevskih razgovora.[3]
- Skupština tzv. SR Jugoslavije izglasovala nepovjerenje premijeru Milanu Paniću i njegovoj vladi, a odluku većinom glasova donijela oba skupštinska vijeća, javlja Radio Beograd.[3]

### 30. prosinca
- Još polovicom srpnja ove godine donijeli smo odluku da Hrvatska više ne može primati izbjeglice, no pod pritiskom hrvatske javnosti, međunarodna zajednice i same BiH dajemo tranzitne, ali i trajne, dozvole ulaska, rekao novinarima u Zagrebu potpredsjednik hrvatske Vlade dr. Mate Granić.[3]